# Eli Tomac
Elijah Steven Tomac, detto Eli (Durango, 14 novembre 1992), è un pilota motociclistico statunitense.
Professionista dal 2010, in carriera ha vinto: tre campionati Supercross, uno nella classe 250 costa ovest nel 2012 e due nella classe 450 nel 2020 e 2022, e cinque campionati americani di Motocross, uno nella classe 250 nel 2013 e quattro nella classe 450 nel 2017, 2018, 2019 e 2022.
Il suo numero di gara è il 3.

## Biografia
Figlio di Kathy e John Tomac, nasce a Durango per poi crescere a Cortez, nel sud-ovest del Colorado. Ha un fratello maggiore da parte di madre, Greg, pilota nell'aeronautica militare degli Stati Uniti. 
Dal 7 novembre 2021 è sposato con Jessica Steiner con la quale ha avuto tre figli: Lev, Noah e Luca.

## Carriera
Dopo aver iniziato a gareggiare all'età di sei anni, vince otto titoli nazionali, sei con Suzuki e due con Honda, oltre ad un campionato del mondo junior nel 2009 a Taupō (Nuova Zelanda), prima di passare professionista nell'estate del 2010. 
Al suo debutto, avvenuto nel campionato National il 22 maggio sulla pista di Hangtown (California), in sella a una Honda del Team Geico, conquista la vittoria overall nella classe 250 diventando così il primo pilota nella storia del motocross americano a vincere la sua prima gara da professionista. Nonostante questo successo il proseguirsi della stagione si rivela più complicato, ancora a corto di esperienza si deve accontentare di finire il suo primo campionato in sesta posizione.
Nel 2011 fa il suo debutto da professionista anche nel campionato Supercross classe 250 (costa ovest), con due vittorie e quattro podi finisce il campionato secondo a solo sei punti dal vincitore, Broc Tickle. Il suo secondo campionato National lo vede collezionare quattro podi e migliorare il sesto posto finale in classifica generale della stagione precedente con un quarto. Ad ottobre partecipa alla prima edizione della Monster Energy Cup che conclude al quinto posto correndo per l'occasione, per la prima volta, con un 450.
L'anno seguente vince il suo primo titolo Supercross nella classe 250 (costa ovest) concludendo il campionato con cinque vittorie e due podi in nove gare. Con quattro vittorie e altrettanti podi conclude invece terzo il campionato National. Ad ottobre si classifica terzo alla Monster Energy Cup. 
Nel 2013 decide di scegliere il 17 come suo numero carriera. Nonostante cinque vittorie su nove gare finisce in seconda posizione il campionato Supercross classe 250 (costa ovest) con un distacco di soli due punti da Ken Roczen. Durante la pausa di metà campionato partecipa anche a quattro gare nella classe 450 cogliendo un quarto posto a Daytona (Florida) come miglior risultato. In estate vince il suo primo titolo National dominando il campionato classe 250 con sette vittorie. A fine stagione viene selezionato per la prima volta in carriera per far parte della squadra degli Stati Uniti in occasione del Motocross delle Nazioni in programma il ventinove settembre a Teutschenthal(Germania). In squadra con Ryan Dungey e Justin Barcia conquista il secondo posto. Ad ottobre partecipa alla Monster Energy Cup dove si classifica quarto.
Nel 2014 passa alla classe 450 sempre con il team Geico Honda. Grazie alla vittoria del campionato National 250 nel 2013 sceglie il 3 come suo nuovo numero carriera. Due infortuni a spalla e clavicola gli compromettono le fasi iniziali di entrambi i campionati Supercross e National, facendogli saltare diverse gare e perdendo da subito la possibilità di lottare per vincere il titolo. Nonostante ciò il 19 luglio, sul tracciato di Spring Creek (Minnesota), ottiene la sua prima vittoria overall in carriera nella classe 450. A fine stagione viene selezionato per far parte della squadra degli Stati Uniti in occasione del Motocross delle Nazioni che si sarebbe tenuto il ventotto settembre a Kegums (Lettonia). In squadra con Ryan Dungey e Jeremy Martin conquista il terzo posto. Ad ottobre partecipa alla Monster Energy Cup dove si classifica secondo. In preparazione alla nuova stagione prende inoltre parte, nel mese di novembre, a due gare europee di Supercross a Lille e Genova, dominando entrambi gli eventi.
Nel 2015 conclude in seconda posizione la sua seconda stagione nella classe 450 del Supercross finendo il campionato con tre vittorie e otto podi. Un grave infortunio ad entrambe le spalle avvenuto in gara due a Lakewood (Colorado) mette invece una fine anticipata alla sua stagione nel campionato National, fino a quel momento dominato con due vittorie overall nelle prime due gare a Hangtown (California) e Glen Helen (California).
Dopo la lunga riabilitazione dall'infortunio occorsogli l'estate precedente, nel 2016 cambia squadra passando nel team Monster Energy Kawasaki. Conclude quarto il campionato Supercross con l'highlight della vittoria ottenuta a Daytona (Florida) mentre nel National si classifica secondo con due vittorie e otto podi. Al termine della stagione prende parte anche a due gran premi del mondiale MXGP a Charlotte (Carolina del Nord) e Glen Helen (California), dominando entrambi gli appuntamenti. A ottobre vince per la prima volta la Monster Energy Cup.
Nel 2017 porta in rimonta la lotta per il titolo Supercross fino all'ultima gara dove è però costretto ad arrendersi a Ryan Dungey. In estate vince il suo primo titolo National nella classe 450 con quattro vittorie overall. Al termine della stagione prende parte anche al gran premio degli Stati Uniti del mondiale MXGP in programma a Jacksonville (Florida), classificandosi secondo.
Durante la prima gara del 2018 a Anaheim si procura una contusione alla spalla sinistra dopo una caduta avvenutagli quando era in testa alla corsa. Per recuperare dal dolore è costretto a saltare la seconda gara in programma a Houston (Texas) il sabato successivo, compromettendo inevitabilmente le sue possibilità di vittoria del titolo Supercross. Nonostante il difficile inizio di stagione finisce il campionato terzo con otto vittorie. In estate completa una delle sue migliori stagioni di sempre nel National vincendo il suo secondo titolo consecutivo nella classe 450 con otto vittorie su dodici appuntamenti. A fine stagione viene selezionato per rappresentare gli Stati Uniti in occasione del Motocross delle Nazioni in programma il sette ottobre a RedBud (Michigan), per la prima volta anche con i gradi di capitano. In squadra con Aaron Plessinger e Justin Barcia porta gli Stati Uniti al quinto posto. La settimana successiva vince per la seconda volta in carriera la Monster Energy Cup e vincendo tutte e tre le gare in programma anche il montepremi di un milione di dollari.
Nel 2019 conclude il mondiale Supercross in seconda posizione, con sei vittorie. Vince invece per la terza volta consecutiva il titolo National nella classe 450 finendo il campionato con sei vittorie e chiudendo matematicamente la corsa al titolo con una gara di anticipo sul tracciato di Budds Creek (Maryland). Ad ottobre partecipa alla Monster Energy Cup dove si classifica secondo.
Nel 2020 conquista il mondiale Supercross con sette vittorie e cinque podi. Conclude invece terzo il campionato National con due vittorie overall e tre podi.
Nella stagione 2021 finisce il campionato Supercross in terza posizione con tre vittorie e cinque podi e il campionato National secondo con due vittorie overall e sei podi.
L'anno successivo, dopo sei anni come pilota ufficiale del team Monster Energy Kawasaki, passa al team Monster Energy Yamaha Star Racing, diventato il nuovo team ufficiale del marchio di Iwata dalla stagione precedente. Nel passare in Yamaha lascia anche dopo undici stagioni il suo meccanico storico, Brian Kranz, rimasto in Kawasaki. Il suo nuovo meccanico di gara nel team Star Yamaha è Josh Ellington. 
Il 2022 è il suo migliore anno di sempre, per la prima volta in carriera vince nella stessa stagione entrambi i campionati Supercross e National nella classe 450 collezionando un totale di dodici vittorie e dieci podi. 
In luglio viene inoltre premiato con un ESPY award come migliore atleta maschile negli action sports. 
Al termine del campionato National viene selezionato per la quarta volta dal team Stati Uniti per il Motocross delle Nazioni in programma il venticinque settembre sul tracciato di RedBud (Michigan), come nel 2018 ancora con i gradi di capitano. In squadra con Justin Cooper e Chase Sexton vince il titolo, il ventitreesimo nella storia degli Stati Uniti. In ottobre partecipa come wildcard al gran premio inaugurale del nuovo Mondiale Supercross a Cardiff (Galles), dove si classifica al primo posto vincendo tutte e tre le gare in programma. Il 12 e 13 novembre partecipa al Supercross di Parigi dove si classifica secondo in classifica generale con un primo posto al sabato e un secondo alla domenica.
Nel 2023 vince sette gare nel campionato Supercross arrivando al penultimo appuntamento del calendario primo nella classifica piloti con diciotto punti di vantaggio su Chase Sexton. Durante il main-event della gara di Denver (Colorado), mentre è in testa alla corsa, si infortuna gravemente nell'atterraggio da un salto rompendosi il tendine di Achille della gamba sinistra, costretto a ritirarsi perde così la possibilità di difendere con successo il titolo vinto l'anno precedente. A causa dell'operazione e del conseguente periodo di riabilitazione salta sia il campionato National che il nuovo campionato Supermotocross, terminando in anticipo la sua stagione di gare.
Dopo la riabilitazione dall'infortunio al tendine di Achille dell'anno precedente torna alle gare nel 2024 nel campionato Supercross. Dopo essere tornato alla vittoria nella gara di St. Louis e con cinque podi ottenuti è però costretto a finire il campionato con una gara di anticipo a causa di un infortunio alla mano occorsogli nella gara di Denver. Costretto ad operarsi salta quasi tutto il campionato National tornando alle gare solo nelle due ultime gare sui tracciati di Budds Creek e Ironman con l'obiettivo di tornare in forma per il finale di stagione. Alla sua prima partecipazione al Supermotocross, con un secondo e un quarto posto nelle gare playoff e un terzo posto nella finale, termina al terzo posto nella classifica finale. Dopo il forfeit per infortunio di Chase Sexton viene selezionato per la quinta volta nel team Stati Uniti per il Motocross delle Nazioni in programma il 6 ottobre sulla pista di Matterley Basin (Regno Unito). Sul tracciato inglese, in squadra con Aaron Plessinger e Cooper Webb, conquista il secondo posto.

## Numeri di gara
Nel corso della sua carriera professionistica ha usato cinque numeri di gara:
- 243, scelto per il campionato national 2010, come variazione del 43 con cui correva da dilettante, essendo obbligato per regolamento, da debuttante come professionista, ad utilizzare un numero a tre cifre;
- 19, assegnatogli da regolamento AMA per la stagione 2011 in base ai suoi risultati dell'anno precedente;
- 17, assegnatogli da regolamento AMA per la stagione 2012 in base ai suoi risultati dell'anno precedente e poi scelto come numero carriera nel 2013;
- 3, numero a una sola cifra che ha potuto scegliere come suo nuovo numero carriera nel 2014 grazie alla vittoria del titolo national l'anno precedente;
- 1, numero che ha sempre scelto di utilizzare tutte le volte che è stato il detentore in carica del campionato. 
Nelle tre gare in cui ha corso nel Mondiale Motocross ha sempre utilizzato il numero 3 mentre nelle sue cinque partecipazioni al Motocross delle Nazioni ha utilizzato i numeri: 8, 6, 25, 101 e 22, numeri che vengono assegnati per regolamento dall'FIM in base al piazzamento della tua nazione nella precedente edizione e alla classe a cui sei iscritto.

## Risultati nell'AMA-SX, WSX e SMX
| Anno | Moto        | Classe     | California (bandiera) | Arizona (bandiera)    | California (bandiera) | California (bandiera) | California (bandiera) | California (bandiera) |                      |                     |                     |                     |                       |                          |                          |                       | Washington (bandiera)    | Utah (bandiera)       | Nevada (bandiera) | Punti | Pos. |
| ---- | ----------- | ---------- | --------------------- | --------------------- | --------------------- | --------------------- | --------------------- | --------------------- | -------------------- | ------------------- | ------------------- | ------------------- | --------------------- | ------------------------ | ------------------------ | --------------------- | ------------------------ | --------------------- | ----------------- | ----- | ---- |
| 2011 | Honda #19   | Lites West | 10º                   | 5º                    | 2º                    | 3º                    | 2º                    | 1º                    | -                    | -                   | -                   | -                   | -                     | -                        | -                        | -                     | 2º                       | 1º                    | 4º *6°            | 181   | 2º   |
| Anno | Moto        | Classe     | California (bandiera) | Arizona (bandiera)    | California (bandiera) | California (bandiera) | California (bandiera) | California (bandiera) |                      |                     |                     |                     |                       |                          |                          |                       | Washington (bandiera)    | Utah (bandiera)       | Nevada (bandiera) | Punti | Pos. |
| 2012 | Honda #17   | Lites West | 3º                    | 4º                    | 1º                    | 1º                    | 1º                    | 20º                   | -                    | -                   | -                   | -                   | -                     | -                        | -                        | -                     | 3º                       | 1º                    | 1º *2°            | 159   | 1º   |
| Anno | Moto        | Classe     | California (bandiera) | Arizona (bandiera)    | California (bandiera) | California (bandiera) | California (bandiera) | California (bandiera) |                      | Georgia (bandiera)  | Missouri (bandiera) | Florida (bandiera)  | Indiana (bandiera)    |                          |                          |                       | Washington (bandiera)    | Utah (bandiera)       | Nevada (bandiera) | Punti | Pos. |
| 2013 | Honda #1    | 250 West   | 1º                    | 1º                    | 1º                    | 20º                   | 3º                    | 1º                    | -                    | -                   | -                   | -                   | -                     | -                        | -                        | -                     | 2º                       | 6º                    | 1º *13°           | 183   | 2º   |
| 2013 | Honda #17   | 450        | -                     | -                     | -                     | -                     | -                     | -                     | -                    | 7º                  | 13º                 | 4º                  | 9º                    | -                        | -                        | -                     | -                        | -                     | -                 | 52    | 18º  |
| Anno | Moto        | Classe     | California (bandiera) | Arizona (bandiera)    | California (bandiera) | California (bandiera) | California (bandiera) | California (bandiera) |                      | Georgia (bandiera)  | Indiana (bandiera)  | Florida (bandiera)  | Michigan (bandiera)   | Canada (bandiera)        | Missouri (bandiera)      |                       | Washington (bandiera)    | New Jersey (bandiera) | Nevada (bandiera) | Punti | Pos. |
| 2014 | Honda #3    | 450        | Inf                   | Inf                   | Inf                   | Inf                   | 21º                   | 7º                    | 11º                  | 21º                 | 2º                  | Inf.                | Inf.                  | Inf.                     | 6º                       | 9º                    | 3º                       | 2º                    | Inf               | 115   | 13º  |
| Anno | Moto        | Classe     | California (bandiera) | Arizona (bandiera)    | California (bandiera) | California (bandiera) | California (bandiera) | California (bandiera) |                      | Georgia (bandiera)  | Georgia (bandiera)  | Florida (bandiera)  | Indiana (bandiera)    | Michigan (bandiera)      | Missouri (bandiera)      |                       | California (bandiera)    | New Jersey (bandiera) | Nevada (bandiera) | Punti | Pos. |
| 2015 | Honda #3    | 450        | 20º                   | 1º                    | 3º                    | 4º                    | 3º                    | 5º                    | 7º                   | 20º                 | 2º                  | 2º                  | 11º                   | 1º                       | 2º                       | 3º                    | 2º                       | 1º                    | 2º                | 305   | 2º   |
| Anno | Moto        | Classe     | California (bandiera) | California (bandiera) | California (bandiera) | California (bandiera) | Arizona (bandiera)    | California (bandiera) | Texas (bandiera)     | Georgia (bandiera)  | Florida (bandiera)  | Ontario (bandiera)  | Michigan (bandiera)   | California (bandiera)    | Indiana (bandiera)       | Missouri (bandiera)   | Massachusetts (bandiera) | New Jersey (bandiera) | Nevada (bandiera) | Punti | Pos. |
| 2016 | Kawasaki #3 | 450        | 4º                    | 4º                    | 4º                    | 7º                    | 3º                    | 6º                    | 5º                   | 11º                 | 1º                  | 5º                  | 5º                    | 7º                       | 9º                       | 7º                    | 2º                       | 2º                    | 3º                | 290   | 4º   |
| Anno | Moto        | Classe     | California (bandiera) | California (bandiera) | California (bandiera) | Arizona (bandiera)    | California (bandiera) | Texas (bandiera)      | Minnesota (bandiera) | Georgia (bandiera)  | Ontario (bandiera)  | Florida (bandiera)  | Indiana (bandiera)    | Michigan (bandiera)      | Missouri (bandiera)      | Washington (bandiera) | Utah (bandiera)          | New Jersey (bandiera) | Nevada (bandiera) | Punti | Pos. |
| 2017 | Kawasaki #3 | 450        | 5º                    | 6º                    | 8º                    | 1º                    | 1º                    | 15º                   | 1º                   | 2º                  | 1º                  | 1º                  | 1º                    | 1º                       | 1º                       | 2º                    | 1º                       | 8º                    | 2º                | 354   | 2º   |
| Anno | Moto        | Classe     | California (bandiera) | Texas (bandiera)      | California (bandiera) | Arizona (bandiera)    | California (bandiera) | California (bandiera) | Texas (bandiera)     | Florida (bandiera)  | Georgia (bandiera)  | Florida (bandiera)  | Missouri (bandiera)   | Indiana (bandiera)       | Washington (bandiera)    | Minnesota (bandiera)  | Massachusetts (bandiera) | Utah (bandiera)       | Nevada (bandiera) | Punti | Pos. |
| 2018 | Kawasaki #3 | 450        | 22º                   | Inf.                  | 1º                    | 1º                    | 13º                   | 22º                   | 1º                   | 1º                  | 3º                  | 2º                  | 1º                    | 15º                      | 1º                       | 1º                    | 2º                       | 2º                    | 1º                | 318   | 3º   |
| Anno | Moto        | Classe     | California (bandiera) | Arizona (bandiera)    | California (bandiera) | California (bandiera) | California (bandiera) | Minnesota (bandiera)  | Texas (bandiera)     | Michigan (bandiera) | Georgia (bandiera)  | Florida (bandiera)  | Indiana (bandiera)    | Washington (bandiera)    | Texas (bandiera)         | Tennessee (bandiera)  | Colorado (bandiera)      | New Jersey (bandiera) | Nevada (bandiera) | Punti | Pos. |
| 2019 | Kawasaki #3 | 450        | 3º                    | 4º                    | 3º                    | 4º                    | 1º                    | 6º                    | 12º                  | 1º                  | 6º                  | 1º                  | 4º                    | 3º                       | 4º                       | 1º                    | 1º                       | 3º                    | 1º                | 361   | 2º   |
| Anno | Moto        | Classe     | California (bandiera) | Missouri (bandiera)   | California (bandiera) | Arizona (bandiera)    | California (bandiera) | California (bandiera) | Florida (bandiera)   | Texas (bandiera)    | Georgia (bandiera)  | Florida (bandiera)  | Utah (bandiera)       | Utah (bandiera)          | Utah (bandiera)          | Utah (bandiera)       | Utah (bandiera)          | Utah (bandiera)       | Utah (bandiera)   | Punti | Pos. |
| 2020 | Kawasaki #3 | 450        | 7º                    | 4º                    | 1º                    | 2º                    | 1º                    | 4º                    | 1º                   | 1º                  | 4º                  | 1º                  | 1º                    | 2º                       | 1º                       | 3º                    | 3º                       | 2º                    | 5º                | 384   | 1º   |
| Anno | Moto        | Classe     | Texas (bandiera)      | Texas (bandiera)      | Texas (bandiera)      | Indiana (bandiera)    | Indiana (bandiera)    | Indiana (bandiera)    | Florida (bandiera)   | Florida (bandiera)  | Florida (bandiera)  | Texas (bandiera)    | Texas (bandiera)      | Texas (bandiera)         | Georgia (bandiera)       | Georgia (bandiera)    | Georgia (bandiera)       | Utah (bandiera)       | Utah (bandiera)   | Punti | Pos. |
| 2021 | Kawasaki #1 | 450        | 13°                   | 1º                    | 5°                    | 2º                    | 3º                    | 7º                    | 5º                   | 6º                  | 1º                  | 8º                  | 2º                    | 3º                       | 1º                       | 5°                    | 3º                       | 10º                   | 9º                | 326   | 3º   |
| Anno | Moto        | Classe     | California (bandiera) | California (bandiera) | California (bandiera) | California (bandiera) | Arizona (bandiera)    | California (bandiera) | Minnesota (bandiera) | Texas (bandiera)    | Florida (bandiera)  | Michigan (bandiera) | Indiana (bandiera)    | Washington (bandiera)    | Missouri (bandiera)      | Georgia (bandiera)    | Massachusetts (bandiera) | Colorado (bandiera)   | Utah (bandiera)   | Punti | Pos. |
| 2022 | Yamaha #3   | 450        | 6º                    | 4°                    | 2º                    | 1º                    | 1º                    | 2º                    | 6º                   | 1º                  | 1º                  | 1º                  | 1º                    | 1º                       | 3º                       | 2º                    | 7°                       | 5°                    | Inf.              | 359   | 1º   |
| Anno | Moto        | Classe     | California (bandiera) | California (bandiera) | California (bandiera) | Texas (bandiera)      | Florida (bandiera)    | California (bandiera) | Texas (bandiera)     | Florida (bandiera)  | Indiana (bandiera)  | Michigan (bandiera) | Washington (bandiera) | Arizona (bandiera)       | Georgia (bandiera)       | New Jersey (bandiera) | Tennessee (bandiera)     | Colorado (bandiera)   | Utah (bandiera)   | Punti | Pos. |
| 2023 | Yamaha #1   | 450        | 1º                    | 1º                    | 6º                    | 1º                    | 5°                    | 1º                    | 3º                   | 1º                  | 8°                  | 3º                  | 1º                    | 1º                       | 5º                       | 2º                    | 2º                       | 22°                   | Inf.              | 338   | 2º   |
| Anno | Moto        | Classe     | California (bandiera) | California (bandiera) | California (bandiera) | California (bandiera) | Michigan (bandiera)   | Arizona (bandiera)    | Texas (bandiera)     | Florida (bandiera)  | Alabama (bandiera)  | Indiana (bandiera)  | Washington (bandiera) | Missouri (bandiera)      | Massachusetts (bandiera) | Tennessee (bandiera)  | Pennsylvania (bandiera)  | Colorado (bandiera)   | Utah (bandiera)   | Punti | Pos. |
| 2024 | Yamaha #3   | 450        | 9º                    | 2º                    | 9º                    | 2º                    | 10º                   | 4º                    | 2º                   | 2º                  | 7º                  | 7º                  | 6º                    | 1º                       | 6º                       | 2º                    | 5º                       | 10º                   | Inf.              | 282   | 4º   |
| Anno | Moto        | Classe     | California (bandiera) | California (bandiera) | California (bandiera) | Arizona (bandiera)    | Florida (bandiera)    | Michigan (bandiera)   | Texas (bandiera)     | Florida (bandiera)  | Indiana (bandiera)  | Alabama (bandiera)  | Washington (bandiera) | Massachusetts (bandiera) | Pennsylvania (bandiera)  | New Jersey (bandiera) | Pennsylvania (bandiera)  | Colorado (bandiera)   | Utah (bandiera)   | Punti | Pos. |
| 2025 | Yamaha #3   | 450        | 5º                    | 1º                    | 7º                    | 4º                    | 17º                   | Inf.                  | Inf.                 | Inf.                | Inf.                | Inf.                | Inf.                  | Inf.                     | Inf.                     | Inf.                  | Inf.                     | Inf.                  | Inf.              | 80    | 16º  |

* Piazzamento nel Dave Coombs Sr. East/West Shootout
| Campionato mondiale FIM World Supercross 2022 | Campionato mondiale FIM World Supercross 2022 | Campionato mondiale FIM World Supercross 2022 | Campionato mondiale FIM World Supercross 2022 | Campionato mondiale FIM World Supercross 2022 | Campionato mondiale FIM World Supercross 2022 |
| --------------------------------------------- | --------------------------------------------- | --------------------------------------------- | --------------------------------------------- | --------------------------------------------- | --------------------------------------------- |
| Classe WSX                                    |                                               |                                               |                                               |                                               |                                               |
| Monster Energy Yamaha Star Racing #3          |                                               |                                               |                                               |                                               |                                               |
| Stadio                                        | Superpole                                     | Gara 1                                        | Gara 2                                        | Super Final                                   | Risultato                                     |
| Cardiff, Principality Stadium                 | 2°                                            | 1º                                            | 1º                                            | 1°                                            | 1º                                            |
| Melbourne, Marvel Stadium                     | -                                             | -                                             | -                                             | -                                             | -                                             |
| - *                                           |                                               |                                               |                                               |                                               |                                               |

| Campionato mondiale SuperMotocross 2024 | Campionato mondiale SuperMotocross 2024 | Campionato mondiale SuperMotocross 2024 | Campionato mondiale SuperMotocross 2024 |
| --------------------------------------- | --------------------------------------- | --------------------------------------- | --------------------------------------- |
| Classe 450                              |                                         |                                         |                                         |
| Monster Energy Yamaha Star Racing #3    |                                         |                                         |                                         |
| Tracciato                               | Gara 1                                  | Gara 2                                  | Risultato                               |
| Gare playoff                            |                                         |                                         |                                         |
| Concord, zMAX Dragway                   | 1º                                      | 2º                                      | 2º                                      |
| Forth Worth, Texas Motor Speedway       | 2º                                      | 5º                                      | 4º                                      |
| Finale                                  |                                         |                                         |                                         |
| Las Vegas, Las Vegas Motor Speedway     | 2º                                      | 3º                                      | 3º                                      |
| 3° - Punti: 129                         |                                         |                                         |                                         |

| Campionato mondiale FIM World Supercross 2024 | Campionato mondiale FIM World Supercross 2024 | Campionato mondiale FIM World Supercross 2024 | Campionato mondiale FIM World Supercross 2024 | Campionato mondiale FIM World Supercross 2024 | Campionato mondiale FIM World Supercross 2024 | Campionato mondiale FIM World Supercross 2024 |
| --------------------------------------------- | --------------------------------------------- | --------------------------------------------- | --------------------------------------------- | --------------------------------------------- | --------------------------------------------- | --------------------------------------------- |
| Classe WSX                                    |                                               |                                               |                                               |                                               |                                               |                                               |
| CDR Yamaha supportata da Star Racing #3       |                                               |                                               |                                               |                                               |                                               |                                               |
| Stadio                                        | Superpole                                     | Gara 1                                        | Gara 2                                        | Gara 3                                        | Super Final                                   | Risultato                                     |
| Vancouver, BC Place                           | 2°                                            | 2°                                            | 1°                                            | 1°                                            | 1°                                            | 1º                                            |
| Perth, HBF Park                               | 2°                                            | 1°                                            | 1°                                            | 1°                                            | 1°                                            | 1º                                            |
| Perth, HBF Park                               | 1°                                            | 1°                                            | 3°                                            | 1°                                            | 1°                                            | 1º                                            |
| Yas Island, Etihad Arena                      | 1°                                            | 3°                                            | 2°                                            | 2°                                            | 1°                                            | 2º                                            |
| 1° - Punti: 397                               |                                               |                                               |                                               |                                               |                                               |                                               |

## Risultati nell'AMA-MX, MXGP e al MXoN
| Campionato AMA Pro Motocross 2010 | Campionato AMA Pro Motocross 2010 | Campionato AMA Pro Motocross 2010 | Campionato AMA Pro Motocross 2010 |
| --------------------------------- | --------------------------------- | --------------------------------- | --------------------------------- |
| Classe 250                        |                                   |                                   |                                   |
| Geico Honda #243                  |                                   |                                   |                                   |
| Tracciato                         | Gara 1                            | Gara 2                            | Risultato                         |
| Hangtown                          | 3º                                | 1º                                | 1º                                |
| Freestone                         | 2º                                | 11º                               | 6º                                |
| High Point                        | 10º                               | 19º                               | 16º                               |
| Budds Creek                       | 10º                               | 13º                               | 10º                               |
| Thunder Valley                    | 7º                                | 9º                                | 8º                                |
| RedBud                            | 12º                               | 9º                                | 10º                               |
| Spring Creek                      | 13º                               | 11º                               | 11º                               |
| Washougal                         | 7º                                | 9º                                | 7º                                |
| Unadilla                          | 4º                                | 6º                                | 6º                                |
| Southwick                         | 6º                                | 7º                                | 7º                                |
| Steel City                        | 4º                                | 5º                                | 4º                                |
| Pala Raceway                      | 8º                                | 4º                                | 4º                                |
| 6º - Punti: 327                   |                                   |                                   |                                   |

| Campionato AMA Pro Motocross 2011 | Campionato AMA Pro Motocross 2011 | Campionato AMA Pro Motocross 2011 | Campionato AMA Pro Motocross 2011 |
| --------------------------------- | --------------------------------- | --------------------------------- | --------------------------------- |
| Classe 250                        |                                   |                                   |                                   |
| Geico Honda #19                   |                                   |                                   |                                   |
| Tracciato                         | Gara 1                            | Gara 2                            | Risultato                         |
| Hangtown                          | 3º                                | 4º                                | 4º                                |
| Freestone                         | 5º                                | 6º                                | 5º                                |
| High Point                        | 6º                                | 3º                                | 3º                                |
| Budds Creek                       | 5º                                | 5º                                | 4º                                |
| Thunder Valley                    | 3º                                | 3º                                | 3º                                |
| RedBud                            | Inf                               | Inf                               | -                                 |
| Spring Creek                      | 29º                               | 7º                                | 13º                               |
| Washougal                         | 16º                               | 15º                               | 17º                               |
| Unadilla                          | 5º                                | 2º                                | 3º                                |
| Southwick                         | 14º                               | 32º                               | 19º                               |
| Steel City                        | 2º                                | 2º                                | 2º                                |
| Pala Raceway                      | 7º                                | 11º                               | 9º                                |
| 4º - Punti: 314                   |                                   |                                   |                                   |

| Campionato AMA Pro Motocross 2012 | Campionato AMA Pro Motocross 2012 | Campionato AMA Pro Motocross 2012 | Campionato AMA Pro Motocross 2012 |
| --------------------------------- | --------------------------------- | --------------------------------- | --------------------------------- |
| Classe 250                        |                                   |                                   |                                   |
| Geico Honda #17                   |                                   |                                   |                                   |
| Tracciato                         | Gara 1                            | Gara 2                            | Risultato                         |
| Hangtown                          | 4º                                | 10º                               | 5º                                |
| Freestone                         | 1º                                | 1º                                | 1º                                |
| Thunder Valley                    | 4º                                | 3º                                | 4º                                |
| High Point                        | 2º                                | 1º                                | 1º                                |
| Budds Creek                       | 5º                                | 3º                                | 4º                                |
| RedBud                            | 5º                                | 3º                                | 3º                                |
| Spring Creek                      | 3º                                | 1º                                | 1º                                |
| Washougal                         | 2º                                | 3º                                | 2º                                |
| Southwick                         | 1º                                | 3º                                | 2º                                |
| Unadilla                          | 6º                                | 1º                                | 2º                                |
| Steel City                        | 1º                                | 1º                                | 1º                                |
| Lake Elsinore                     | 2º                                | 14º                               | 7º                                |
| 3º - Punti: 487                   |                                   |                                   |                                   |

| Campionato AMA Pro Motocross 2013       | Campionato AMA Pro Motocross 2013 | Campionato AMA Pro Motocross 2013 | Campionato AMA Pro Motocross 2013 |
| --------------------------------------- | --------------------------------- | --------------------------------- | --------------------------------- |
| Classe 250                              |                                   |                                   |                                   |
| Geico Honda #17                         |                                   |                                   |                                   |
| Tracciato                               | Gara 1                            | Gara 2                            | Risultato                         |
| Hangtown                                | 2º                                | 3º                                | 3º                                |
| Thunder Valley                          | 2º                                | 1º                                | 1º                                |
| Muddy Creek                             | 4º                                | 1º                                | 2º                                |
| High Point                              | 3º                                | 4º                                | 3º                                |
| Budds Creek                             | 5º                                | 1º                                | 2º                                |
| Southwick                               | 1º                                | 2º                                | 1º                                |
| RedBud                                  | 1º                                | 2º                                | 2º                                |
| Washougal                               | 1º                                | 1º                                | 1º                                |
| Spring Creek                            | 1º                                | 1º                                | 1º                                |
| Unadilla                                | 1º                                | 1º                                | 1º                                |
| Miller Park                             | 1º                                | 1º                                | 1º                                |
| Lake Elsinore                           | 2º                                | 1º                                | 1º                                |
| 1º - Punti: 552                         |                                   |                                   |                                   |
|                                         |                                   |                                   |                                   |
| Motocross delle Nazioni 2013 - Germania |                                   |                                   |                                   |
| Classe MX2                              |                                   |                                   |                                   |
| Stati Uniti - Geico Honda #8            |                                   |                                   |                                   |
| Tracciato                               | Gara 1                            | Gara 2                            | Risultato                         |
| Teutschenthal                           | 16º                               | 2º                                | 4º                                |
| Secondi classificati                    |                                   |                                   |                                   |

| Campionato AMA Pro Motocross 2014       | Campionato AMA Pro Motocross 2014 | Campionato AMA Pro Motocross 2014 | Campionato AMA Pro Motocross 2014 |
| --------------------------------------- | --------------------------------- | --------------------------------- | --------------------------------- |
| Classe 450                              |                                   |                                   |                                   |
| Geico Honda #3                          |                                   |                                   |                                   |
| Tracciato                               | Gara 1                            | Gara 2                            | Risultato                         |
| Glen Helen                              | Inf.                              | Inf.                              | -                                 |
| Hangtown                                | Inf.                              | Inf.                              | -                                 |
| Thunder Valley                          | Inf.                              | Inf.                              | -                                 |
| High Point                              | Inf.                              | Inf.                              | -                                 |
| Muddy Creek                             | 3º                                | 3º                                | 3º                                |
| RedBud                                  | 4º                                | 2º                                | 2º                                |
| Budds Creek                             | 4º                                | 3º                                | 3º                                |
| Spring Creek                            | 1º                                | 1º                                | 1º                                |
| Washougal                               | 2º                                | 2º                                | 2º                                |
| Unadilla                                | 3º                                | 3º                                | 3º                                |
| Ironman                                 | 4º                                | 10º                               | 7º                                |
| Miller Park                             | 4º                                | 3º                                | 3º                                |
| 5º - Punti: 319                         |                                   |                                   |                                   |
|                                         |                                   |                                   |                                   |
| Motocross delle Nazioni 2014 - Lettonia |                                   |                                   |                                   |
| Classe Open                             |                                   |                                   |                                   |
| Stati Uniti - Geico Honda #6            |                                   |                                   |                                   |
| Tracciato                               | Gara 2                            | Gara 3                            | Risultato                         |
| Kegums                                  | 6º                                | 3º                                | 3º                                |
| Terzi classificati                      |                                   |                                   |                                   |

| Campionato AMA Pro Motocross 2015 | Campionato AMA Pro Motocross 2015 | Campionato AMA Pro Motocross 2015 | Campionato AMA Pro Motocross 2015 |
| --------------------------------- | --------------------------------- | --------------------------------- | --------------------------------- |
| Classe 450                        |                                   |                                   |                                   |
| Geico Honda #3                    |                                   |                                   |                                   |
| Tracciato                         | Gara 1                            | Gara 2                            | Risultato                         |
| Hangtown                          | 1º                                | 1º                                | 1º                                |
| Glen Helen                        | 1º                                | 1º                                | 1º                                |
| Thunder Valley                    | 1º                                | 33º                               | 7º                                |
| Muddy Creek                       | Inf.                              | Inf.                              | -                                 |
| High Point                        | Inf.                              | Inf.                              | -                                 |
| Budds Creek                       | Inf.                              | Inf.                              | -                                 |
| RedBud                            | Inf.                              | Inf.                              | -                                 |
| Spring Creek                      | Inf.                              | Inf.                              | -                                 |
| Washougal                         | Inf.                              | Inf.                              | -                                 |
| Unadilla                          | Inf.                              | Inf.                              | -                                 |
| Miller Park                       | Inf.                              | Inf.                              | -                                 |
| Ironman                           | Inf.                              | Inf.                              | -                                 |
| 14º - Punti: 125                  |                                   |                                   |                                   |

| Campionato AMA Pro Motocross 2016 | Campionato AMA Pro Motocross 2016 | Campionato AMA Pro Motocross 2016 | Campionato AMA Pro Motocross 2016 |
| --------------------------------- | --------------------------------- | --------------------------------- | --------------------------------- |
| Classe 450                        |                                   |                                   |                                   |
| Monster Energy Kawasaki #3        |                                   |                                   |                                   |
| Tracciato                         | Gara 1                            | Gara 2                            | Risultato                         |
| Hangtown                          | 4º                                | 4º                                | 3º                                |
| Glen Helen                        | 3º                                | 3º                                | 3º                                |
| Thunder Valley                    | 5º                                | 2º                                | 3º                                |
| High Point                        | 5º                                | 2º                                | 4º                                |
| Muddy Creek                       | 2º                                | 2º                                | 2º                                |
| RedBud                            | 2º                                | 2º                                | 2º                                |
| Southwick                         | 1º                                | 1º                                | 1º                                |
| Spring Creek                      | 2º                                | 3º                                | 3º                                |
| Washougal                         | 2º                                | 1º                                | 1º                                |
| Unadilla                          | 2º                                | 3º                                | 3º                                |
| Budds Creek                       | 6º                                | 2º                                | 4º                                |
| Ironman                           | 3º                                | 3º                                | 3º                                |
| 2º - Punti: 498                   |                                   |                                   |                                   |
|                                   |                                   |                                   |                                   |
| Campionato mondiale MXGP 2016     |                                   |                                   |                                   |
| Classe MXGP                       |                                   |                                   |                                   |
| Monster Energy Kawasaki #3        |                                   |                                   |                                   |
| Tracciato                         | Gara 1                            | Gara 2                            | Risultato                         |
| Charlotte                         | 1º                                | 1º                                | 1º                                |
| Glen Helen                        | 1º                                | 1º                                | 1º                                |

| Campionato AMA Pro Motocross 2017 | Campionato AMA Pro Motocross 2017 | Campionato AMA Pro Motocross 2017 | Campionato AMA Pro Motocross 2017 |
| --------------------------------- | --------------------------------- | --------------------------------- | --------------------------------- |
| Classe 450                        |                                   |                                   |                                   |
| Monster Energy Kawasaki #3        |                                   |                                   |                                   |
| Tracciato                         | Gara 1                            | Gara 2                            | Risultato                         |
| Hangtown                          | 1º                                | 1º                                | 1º                                |
| Glen Helen                        | 2º                                | 19º                               | 9º                                |
| Thunder Valley                    | 7º                                | 2º                                | 5º                                |
| High Point                        | 12º                               | 1º                                | 4º                                |
| Muddy Creek                       | 2º                                | 1º                                | 1º                                |
| RedBud                            | 1º                                | 1º                                | 1º                                |
| Southwick                         | 1º                                | 1º                                | 1º                                |
| Spring Creek                      | 2º                                | 5º                                | 3º                                |
| Washougal                         | 2º                                | 2º                                | 2º                                |
| Unadilla                          | 10º                               | 5º                                | 9º                                |
| Budds Creek                       | 7º                                | 1º                                | 3º                                |
| Ironman                           | 5º                                | 6º                                | 6º                                |
| 1º - Punti: 470                   |                                   |                                   |                                   |
|                                   |                                   |                                   |                                   |
| Campionato mondiale MXGP 2017     |                                   |                                   |                                   |
| Classe MXGP                       |                                   |                                   |                                   |
| Monster Energy Kawasaki #3        |                                   |                                   |                                   |
| Tracciato                         | Gara 1                            | Gara 2                            | Risultato                         |
| WW Ranch                          | 1º                                | 3º                                | 2º                                |

| Campionato AMA Pro Motocross 2018          | Campionato AMA Pro Motocross 2018 | Campionato AMA Pro Motocross 2018 | Campionato AMA Pro Motocross 2018 |
| ------------------------------------------ | --------------------------------- | --------------------------------- | --------------------------------- |
| Classe 450                                 |                                   |                                   |                                   |
| Monster Energy Kawasaki #1                 |                                   |                                   |                                   |
| Tracciato                                  | Gara 1                            | Gara 2                            | Risultato                         |
| Hangtown                                   | 1º                                | 1º                                | 1º                                |
| Glen Helen                                 | 1º                                | 1º                                | 1º                                |
| Thunder Valley                             | 1º                                | 1º                                | 1º                                |
| High Point                                 | 2º                                | 1º                                | 1º                                |
| Muddy Creek                                | 1º                                | 3º                                | 1º                                |
| Southwick                                  | 1º                                | 2º                                | 2º                                |
| RedBud                                     | 36º                               | 9º                                | 15º                               |
| Spring Creek                               | 1º                                | 1º                                | 1º                                |
| Washougal                                  | 1º                                | 1º                                | 1º                                |
| Unadilla                                   | 1º                                | 2º                                | 2º                                |
| Budds Creek                                | 3º                                | 1º                                | 1º                                |
| Ironman                                    | 2º                                | 9º                                | 4º                                |
| 1º - Punti: 527                            |                                   |                                   |                                   |
|                                            |                                   |                                   |                                   |
| Motocross delle Nazioni 2018 - Stati Uniti |                                   |                                   |                                   |
| Classe MXGP                                |                                   |                                   |                                   |
| Stati Uniti - Monster Energy Kawasaki #25  |                                   |                                   |                                   |
| Tracciato                                  | Gara 1                            | Gara 3                            | Risultato                         |
| RedBud                                     | 4º                                | 5º                                | 3º                                |
| Quinti classificati                        |                                   |                                   |                                   |

| Campionato AMA Pro Motocross 2019 | Campionato AMA Pro Motocross 2019 | Campionato AMA Pro Motocross 2019 | Campionato AMA Pro Motocross 2019 |
| --------------------------------- | --------------------------------- | --------------------------------- | --------------------------------- |
| Classe 450                        |                                   |                                   |                                   |
| Monster Energy Kawasaki #1        |                                   |                                   |                                   |
| Tracciato                         | Gara 1                            | Gara 2                            | Risultato                         |
| Hangtown                          | 4º                                | 1º                                | 2º                                |
| Fox Raceway                       | 1º                                | 1º                                | 1º                                |
| Thunder Valley                    | 5º                                | 1º                                | 2º                                |
| High Point                        | 3º                                | 2º                                | 1º                                |
| WW Ranch                          | 7º                                | 1º                                | 2º                                |
| Southwick                         | 2º                                | 3º                                | 3º                                |
| RedBud                            | 1º                                | 2º                                | 1º                                |
| Spring Creek                      | 2º                                | 5º                                | 3º                                |
| Washougal                         | 1º                                | 1º                                | 1º                                |
| Unadilla                          | 7º                                | 3º                                | 4º                                |
| Budds Creek                       | 1º                                | 1º                                | 1º                                |
| Ironman                           | 3º                                | 1º                                | 1º                                |
| 1º - Punti: 521                   |                                   |                                   |                                   |

| Campionato AMA Pro Motocross 2020 | Campionato AMA Pro Motocross 2020 | Campionato AMA Pro Motocross 2020 | Campionato AMA Pro Motocross 2020 |
| --------------------------------- | --------------------------------- | --------------------------------- | --------------------------------- |
| Classe 450                        |                                   |                                   |                                   |
| Monster Energy Kawasaki #1        |                                   |                                   |                                   |
| Tracciato                         | Gara 1                            | Gara 2                            | Risultato                         |
| Loretta Lynn's                    | 7º                                | 2°                                | 3º                                |
| Loretta Lynn's                    | 9º                                | 24º                               | 16º                               |
| Ironman                           | 2º                                | 1º                                | 1º                                |
| RedBud                            | 4º                                | 5º                                | 6º                                |
| RedBud                            | 2º                                | 7º                                | 5º                                |
| Spring Creek                      | 6º                                | 5º                                | 5º                                |
| WW Ranch                          | 6º                                | 2º                                | 3º                                |
| Thunder Valley                    | 3º                                | 1º                                | 1º                                |
| Fox Raceway                       | 1º                                | 4º                                | 2º                                |
| 3º - Punti: 321                   |                                   |                                   |                                   |

| Campionato AMA Pro Motocross 2021 | Campionato AMA Pro Motocross 2021 | Campionato AMA Pro Motocross 2021 | Campionato AMA Pro Motocross 2021 |
| --------------------------------- | --------------------------------- | --------------------------------- | --------------------------------- |
| Classe 450                        |                                   |                                   |                                   |
| Monster Energy Kawasaki #3        |                                   |                                   |                                   |
| Tracciato                         | Gara 1                            | Gara 2                            | Risultato                         |
| Fox Raceway                       | 9º                                | 8º                                | 9º                                |
| Thunder Valley                    | 11°                               | 10°                               | 10°                               |
| High Point                        | 6º                                | 1º                                | 3º                                |
| RedBud                            | 4º                                | 1º                                | 2º                                |
| Southwick                         | 8°                                | 1°                                | 4°                                |
| Spring Creek                      | 3º                                | 4º                                | 2º                                |
| Washougal                         | 2º                                | 2º                                | 2º                                |
| Unadilla                          | 3°                                | 7°                                | 4°                                |
| Budds Creek                       | 4º                                | 3º                                | 3º                                |
| Ironman                           | 2º                                | 1º                                | 1º                                |
| Fox Raceway                       | 2º                                | 1º                                | 1º                                |
| Hangtown                          | 4º                                | 1º                                | 2º                                |
| 2º - Punti: 458                   |                                   |                                   |                                   |

| Campionato AMA Pro Motocross 2022          | Campionato AMA Pro Motocross 2022 | Campionato AMA Pro Motocross 2022 | Campionato AMA Pro Motocross 2022 |
| ------------------------------------------ | --------------------------------- | --------------------------------- | --------------------------------- |
| Classe 450                                 |                                   |                                   |                                   |
| Monster Energy Yamaha Star Racing #3       |                                   |                                   |                                   |
| Tracciato                                  | Gara 1                            | Gara 2                            | Risultato                         |
| Fox Raceway                                | 7°                                | 4°                                | 4º                                |
| Hangtown                                   | 4°                                | 1°                                | 3º                                |
| Thunder Valley                             | 1º                                | 3º                                | 2º                                |
| High Point                                 | 2º                                | 1º                                | 1º                                |
| RedBud                                     | 1º                                | 1º                                | 1º                                |
| Southwick                                  | 1º                                | 1º                                | 1º                                |
| Spring Creek                               | 1º                                | 1º                                | 1º                                |
| Washougal                                  | 1º                                | 2º                                | 2º                                |
| Unadilla                                   | 2º                                | 2º                                | 2º                                |
| Budds Creek                                | 1º                                | 5º                                | 2º                                |
| Ironman                                    | 1º                                | 2º                                | 2º                                |
| Fox Raceway                                | 1º                                | 1º                                | 1º                                |
| 1º - Punti: 546                            |                                   |                                   |                                   |
|                                            |                                   |                                   |                                   |
| Motocross delle Nazioni 2022 - Stati Uniti |                                   |                                   |                                   |
| Classe MXGP                                |                                   |                                   |                                   |
| Stati Uniti - Monster Energy Yamaha #101   |                                   |                                   |                                   |
| Tracciato                                  | Gara 1                            | Gara 3                            | Risultato                         |
| RedBud                                     | 1°                                | 6°                                | 2°                                |
| Primi classificati                         |                                   |                                   |                                   |

| Campionato AMA Pro Motocross 2024          | Campionato AMA Pro Motocross 2024 | Campionato AMA Pro Motocross 2024 | Campionato AMA Pro Motocross 2024 |
| ------------------------------------------ | --------------------------------- | --------------------------------- | --------------------------------- |
| Classe 450                                 |                                   |                                   |                                   |
| Monster Energy Yamaha Star Racing #3       |                                   |                                   |                                   |
| Tracciato                                  | Gara 1                            | Gara 2                            | Risultato                         |
| Fox Raceway                                | Inf.                              | Inf.                              | -                                 |
| Hangtown                                   | Inf.                              | Inf.                              | -                                 |
| Thunder Valley                             | Inf.                              | Inf.                              | -                                 |
| High Point                                 | Inf.                              | Inf.                              | -                                 |
| Southwick                                  | Inf.                              | Inf.                              | -                                 |
| RedBud                                     | Inf.                              | Inf.                              | -                                 |
| Spring Creek                               | Inf.                              | Inf.                              | -                                 |
| Washougal                                  | Inf.                              | Inf.                              | -                                 |
| Unadilla                                   | Inf.                              | Inf.                              | -                                 |
| Budds Creek                                | 4°                                | 11°                               | 7°                                |
| Ironman                                    | 4°                                | 3°                                | 3º                                |
| 21º - Punti: 67                            |                                   |                                   |                                   |
|                                            |                                   |                                   |                                   |
| Motocross delle Nazioni 2024 - Regno Unito |                                   |                                   |                                   |
| Classe MXGP                                |                                   |                                   |                                   |
| Stati Uniti - Monster Energy Yamaha #22    |                                   |                                   |                                   |
| Tracciato                                  | Gara 1                            | Gara 3                            | Risultato                         |
| Matterley Basin                            | 2°                                | 3°                                | 2°                                |
| Secondi classificati                       |                                   |                                   |                                   |

| Campionato AMA Pro Motocross 2025          | Campionato AMA Pro Motocross 2025 | Campionato AMA Pro Motocross 2025 | Campionato AMA Pro Motocross 2025 |
| ------------------------------------------ | --------------------------------- | --------------------------------- | --------------------------------- |
| Classe 450                                 |                                   |                                   |                                   |
| Monster Energy Star Yamaha Star Racing #3  |                                   |                                   |                                   |
| Tracciato                                  | Gara 1                            | Gara 2                            | Risultato                         |
| Fox Raceway                                | 4°                                | 2º                                | 2º                                |
| Hangtown                                   | 1°                                | 9º                                | 4º                                |
| Thunder Valley                             | 3º                                | 2º                                | 2º                                |
| High Point                                 | 5°                                | 1°                                | 3º                                |
| Southwick                                  | 3°                                | 3°                                | 3º                                |
| RedBud                                     | 34°                               | 7°                                | 13°                               |
| Spring Creek                               | 6°                                | 9°                                | 7°                                |
| Washougal                                  | 2°                                | 3°                                | 3º                                |
| Ironman                                    | 6°                                | 3°                                | 3º                                |
| Unadilla                                   | 3°                                | 3°                                | 3º                                |
| Budds Creek                                |                                   |                                   |                                   |
| º - Punti: -                               |                                   |                                   |                                   |
|                                            |                                   |                                   |                                   |
| Motocross delle Nazioni 2025 - Stati Uniti |                                   |                                   |                                   |
| Classe Open                                |                                   |                                   |                                   |
| Stati Uniti - Monster Energy Yamaha #6     |                                   |                                   |                                   |
| Tracciato                                  | Gara 2                            | Gara 3                            | Risultato                         |
| Ironman                                    |                                   |                                   |                                   |
| -                                          |                                   |                                   |                                   |

## Risultati nella Monster Energy Cup
| Anno | Moto                       | Tracciato                   | Gara 1 | Gara 2 | Gara 3 | Risultato |
| ---- | -------------------------- | --------------------------- | ------ | ------ | ------ | --------- |
| 2011 | Geico Honda #19            | Las Vegas, Sam Boyd Stadium | 5º     | 4º     | 10º    | 5º        |
| 2012 | Geico Honda #17            | Las Vegas, Sam Boyd Stadium | 4º     | 4º     | 1º     | 3º        |
| 2013 | Geico Honda #3             | Las Vegas, Sam Boyd Stadium | 5º     | 6º     | 3º     | 4º        |
| 2014 | Geico Honda #3             | Las Vegas, Sam Boyd Stadium | 4º     | 3º     | 2º     | 2º        |
| 2016 | Monster Energy Kawasaki #3 | Las Vegas, Sam Boyd Stadium | 2º     | 1º     | 4º     | 1º        |
| 2017 | Monster Energy Kawasaki #1 | Las Vegas, Sam Boyd Stadium | 21º    | Inf    | Inf    | 20º       |
| 2018 | Monster Energy Kawasaki #3 | Las Vegas, Sam Boyd Stadium | 1º     | 1º     | 1º     | 1º        |
| 2019 | Monster Energy Kawasaki #1 | Las Vegas, Sam Boyd Stadium | 1º     | 3º     | 2º     | 2º        |

## Statistiche carriera
| Vittorie          |            |            |        |
| Campionato        | Classe 250 | Classe 450 | Totale |
| AMA Supercross    | 12         | 53         | 65     |
| AMA Pro Motocross | 12         | 32         | 44     |

Con 53 vittorie nella classe 450 del campionato AMA Supercross, Tomac è il secondo pilota più vincente di sempre dietro a Jeremy McGrath (72).
Con 32 vittorie nella classe 450 del campionato AMA Pro Motocross, Tomac è il terzo pilota più vincente di sempre dietro a Ricky Carmichael (76) e Ryan Dungey (39).    
| Podi              |            |            |        |
| Campionato        | Classe 250 | Classe 450 | Totale |
| AMA Supercross    | 20         | 102        | 122    |
| AMA Pro Motocross | 25         | 79         | 104    |

Con 102 podi nella classe 450 del campionato AMA Supercross, Tomac è il terzo pilota per numero di piazzamenti nei primi tre in carriera dietro a Chad Reed (132) e Jeremy McGrath (111).
Con 79 podi nella classe 450 del campionato AMA Pro Motocross, Tomac è il secondo pilota per numero di piazzamenti nei primi tre in carriera dietro a Ricky Carmichael (84).

## Palmarès
- 2004  - Suzuki #43

Campionato nazionale AMA motocross classe 65 stock
- 2006  - Suzuki #43

Campionato nazionale AMA motocross classe 85 preparati
- 2007  - Rockstar Energy Suzuki #43

Campionato nazionale AMA motocross classe 85 preparati
- 2007  - Rockstar Energy Suzuki #43

Campionato nazionale AMA motocross classe Supermini
- 2008  - Rockstar Energy Suzuki #43

Campionato nazionale AMA motocross classe Supermini-1
- 2008  - Rockstar Energy Suzuki #43

Campionato nazionale AMA motocross classe Supermini-2
- 2009  - Factory Connection Geico Powersports Honda #43 #47

Campionato nazionale AMA motocross classe 250-B preparati
Campionato mondiale FIM motocross junior classe 125
- 2009  - Factory Connection Geico Powersports Honda #43

Campionato nazionale AMA motocross classe Schoolboy-2 B\C
- 2012 - Geico Honda #17

Campionato regionale AMA Supercross classe 250 costa ovest
- 2013 - Geico Honda #17 #8

Campionato AMA Pro Motocross classe 250
2º posto di squadra (Stati Uniti) al Motocross delle Nazioni
- 2014 - Geico Honda #6 #3

3º posto di squadra (Stati Uniti) al Motocross delle Nazioni
Supercross Bercy-Lille
Supercross Genova
- 2016 - Monster Energy Kawasaki #3

Monster Energy Cup
- 2017 - Monster Energy Kawasaki #3

Campionato AMA Pro Motocross classe 450
- 2018 - Monster Energy Kawasaki #1 #3

Campionato AMA Pro Motocross classe 450
Monster Energy Cup
- 2019 - Monster Energy Kawasaki #1

Campionato AMA Pro Motocross classe 450
- 2020 - Monster Energy Kawasaki #3

Campionato mondiale FIM AMA Supercross classe 450
- 2022 - Monster Energy Yamaha Star Racing #3 #101

Campionato AMA Supercross classe 450
Campionato AMA Pro Motocross classe 450
1º posto di squadra (Stati Uniti) al Motocross delle Nazioni
- 2024 - Monster Energy Yamaha Star Racing #22 #3

2º posto di squadra (Stati Uniti) al Motocross delle Nazioni
Campionato mondiale FIM World Supercross classe WSX